# ام‌اس برلیوز
ام‌اس برلیوز (به انگلیسی: MS Berlioz) یک کشتی است که طول آن ۱۸۵٫۸۲ متر (۶۱۰ فوت) می‌باشد.